# Aerangis confusa
Aerangis confusa es una orquídea epífita originaria de África.

## Descripción
Es una planta pequeña de tamaño que prefiere clima caliente a fresco, es de hábito epífita, con tallo erecto o curvo, leñoso que tiene  de 3 a 12 hojas,  oblanceoladas obovadas con ápice bi-lobulado desigual, son de color verde oscuro con puntos negros. Florece  a través de una colgante inflorescencia  axilar, extendida a colgante de 15 cm de largo con 4 a 10 flores de 2.5 cm de ancho. La floración se produce en la primavera.

## Distribución y hábitat
Se encuentra al norte de Kenia y Tanzania en alturas de 1600 a 2100 m s. n. m. en lugares sombreados bajos, en  los troncos de los árboles  y arbustos.

## Taxonomía
Aerangis confusa fue descrita por Joyce Stewart y publicado en Kew Bulletin 34: 273. 1979.
Etimología
El nombre del género Aerangis procede de las palabras griegas: aer = (aire) y angos = (urna), en referencia a la forma del labelo.
confusa: epíteto latino que significa "confusa".